# Mogneneins
Mogneneins est une commune française, située dans le département de l'Ain en région Auvergne-Rhône-Alpes.
Elle appartient à la petite région naturelle du Val de Saône.

## Géographie
La commune de Mogneneins est située sur la rive gauche de la Saône, à 5 km au sud de Thoissey, siège de la communauté de communes Val-de-Saône Chalaronne. Elle se situe donc à l’ouest du département de l’Ain ; elle dépend administrativement de Bourg-en-Bresse, chef-lieu.

### Climat
Pour des articles plus généraux, voir Climat d'Auvergne-Rhône-Alpes et Climat de l'Ain.
En 2010, le climat de la commune est de type climat océanique dégradé des plaines du Centre et du Nord, selon une étude du CNRS s'appuyant sur une série de données couvrant la période 1971-2000. En 2020, Météo-France publie une typologie des climats de la France métropolitaine dans laquelle la commune est dans une zone de transition entre le climat semi-continental et le climat de montagne et est dans la région climatique Bourgogne, vallée de la Saône, caractérisée par un bon ensoleillement (1 900 h/an), un été chaud (18,5 °C), un air sec au printemps et en été et des vents faibles.
Pour la période 1971-2000, la température annuelle moyenne est de 11,3 °C, avec une amplitude thermique annuelle de 18 °C. Le cumul annuel moyen de précipitations est de 807 mm, avec 9,4 jours de précipitations en janvier et 6,9 jours en juillet. Pour la période 1991-2020, la température moyenne annuelle observée sur la station météorologique de Météo-France la plus proche, sur la commune de Baneins à 8 km à vol d'oiseau, est de 12,7 °C et le cumul annuel moyen de précipitations est de 880,2 mm,. Pour l'avenir, les paramètres climatiques de la commune estimés pour 2050 selon différents scénarios d'émission de gaz à effet de serre sont consultables sur un site dédié publié par Météo-France en novembre 2022.

## Urbanisme

### Typologie
Au 1er janvier 2024, Mogneneins est catégorisée commune rurale à habitat dispersé, selon la nouvelle grille communale de densité à 7 niveaux définie par l'Insee en 2022.
Elle est située hors unité urbaine et hors attraction des villes,.

### Occupation des sols
L'occupation des sols de la commune, telle qu'elle ressort de la base de données européenne d’occupation biophysique des sols Corine Land Cover (CLC), est marquée par l'importance des territoires agricoles (82,1 % en 2018), en diminution par rapport à 1990 (83 %). La répartition détaillée en 2018 est la suivante : 
terres arables (40,1 %), prairies (29,5 %), zones agricoles hétérogènes (12,4 %), zones urbanisées (9,1 %), forêts (6,3 %), eaux continentales (2,4 %).
L'évolution de l’occupation des sols de la commune et de ses infrastructures peut être observée sur les différentes représentations cartographiques du territoire : la carte de Cassini (XVIIIe siècle), la carte d'état-major (1820-1866) et les cartes ou photos aériennes de l'IGN pour la période actuelle (1950 à aujourd'hui).

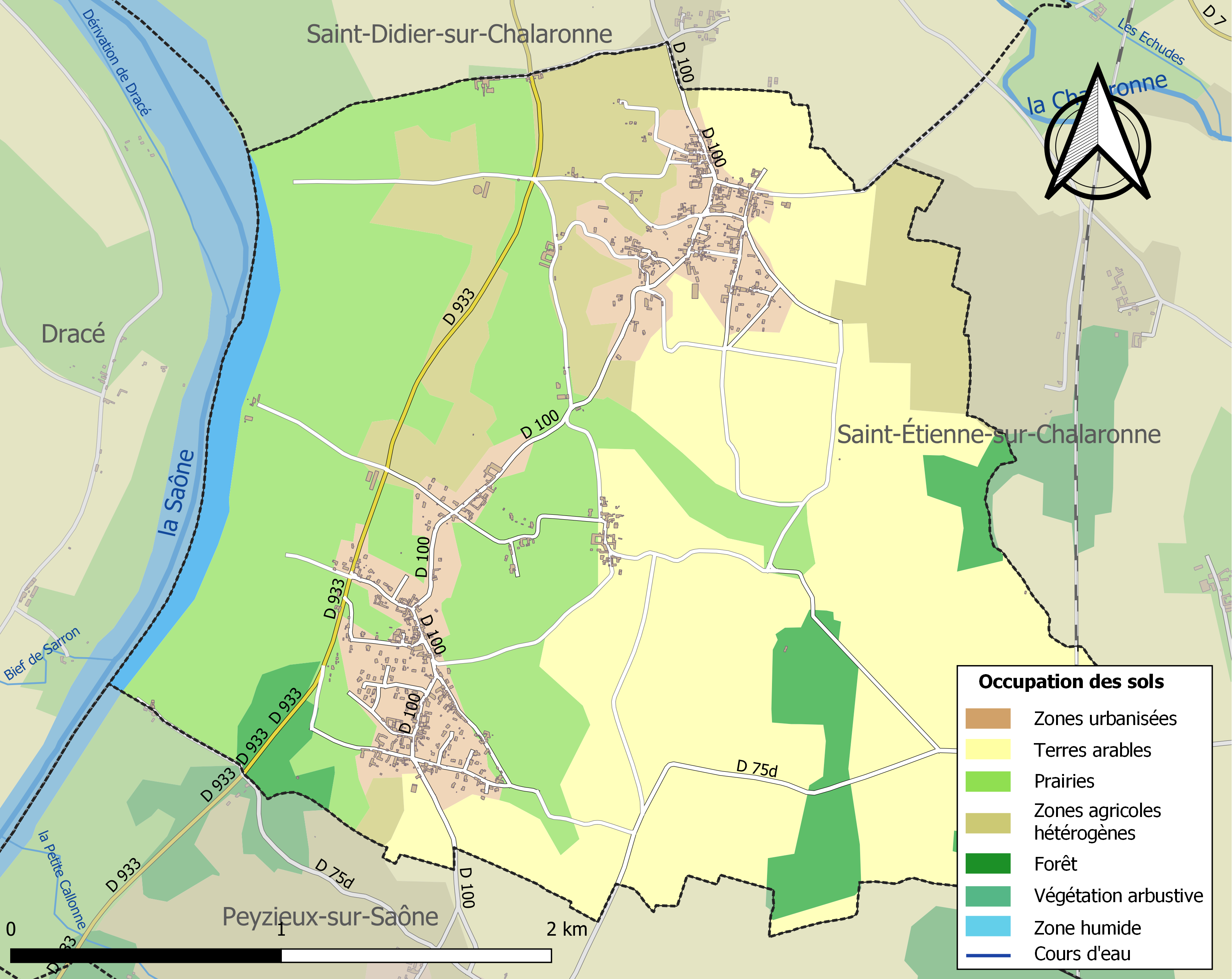
Carte des infrastructures et de l'occupation des sols de la commune en 2018 (CLC).

### Hydrographie
Un ruisseau, Jorfon (ou Gerfond) prend sa source au centre de la commune dans un dénivelé de 50 m séparant le plateau dombiste et la plaine ouest de la Saône. Celle-ci reçoit les crues qui se produisent régulièrement chaque année.

## Toponymie
La plus ancienne mention de Mogneneins apparaît en 923 et 936 sous la forme villa Mo(n)ianinca. Le nom est transcrit Mogninens en 1350.

## Histoire
À la révolution de 1789, Mogneneins appartenait à la principauté de la Dombes. La paroisse Saint-Vincent et ses biens étaient gérés par un Conseil de fabrique. L’instauration de la République a modifié la vie civile et administrative des habitants de Mogneneins qui font partie maintenant du canton de Thoissey.
Les guerres de Religion, la Révolution française ont troublé le quartier du village ; les guerres modernes ont décimé la jeunesse masculine et ravagé les foyers où les femmes, particulièrement dans les exploitations agricoles, ont pris le relais des hommes.

## Politique et administration

### Découpage territorial
La commune de Mogneneins est membre de la communauté de communes Val de Saône Centre, un établissement public de coopération intercommunale (EPCI) à fiscalité propre créé le 1er janvier 2017 dont le siège est à Montceaux. Ce dernier est par ailleurs membre d'autres groupements intercommunaux.
Sur le plan administratif, elle est rattachée à l'arrondissement de Bourg-en-Bresse, au département de l'Ain et à la région Auvergne-Rhône-Alpes. Sur le plan électoral, elle dépend du  canton de Châtillon-sur-Chalaronne pour l'élection des conseillers départementaux, depuis le redécoupage cantonal de 2014 entré en vigueur en 2015, et de la quatrième circonscription de l'Ain  pour les élections législatives, depuis le dernier découpage électoral de 2010.

### Administration municipale
| Période       | Période  | Identité             | Étiquette | Qualité                     |
| ------------- | -------- | -------------------- | --------- | --------------------------- |
| maire en 1837 | ?        | M. Crozet de Céran   |           | Conseiller d'arrondissement |
| mars 2001     | 2020     | Jean-Pierre Champion |           |                             |
| 2020          | En cours | Franck Calas         | SE        | Retraité                    |

## Population et société

### Démographie
L'évolution du nombre d'habitants est connue à travers les recensements de la population effectués dans la commune depuis 1793. Pour les communes de moins de 10 000 habitants, une enquête de recensement portant sur toute la population est réalisée tous les cinq ans, les populations de référence des années intermédiaires étant quant à elles estimées par interpolation ou extrapolation. Pour la commune, le premier recensement exhaustif entrant dans le cadre du nouveau dispositif a été réalisé en 2004.
En 2022, la commune comptait 824 habitants, en évolution de +6,46 % par rapport à 2016 (Ain : +5,15 %, France hors Mayotte : +2,11 %).
| 1793  | 1800  | 1806  | 1821  | 1831  | 1836  | 1841  | 1846  | 1851  |
| ----- | ----- | ----- | ----- | ----- | ----- | ----- | ----- | ----- |
| 1 085 | 1 154 | 1 102 | 1 205 | 1 275 | 1 202 | 1 201 | 1 203 | 1 213 |

| 1856  | 1861  | 1866  | 1872  | 1876  | 1881  | 1886  | 1891  | 1896 |
| ----- | ----- | ----- | ----- | ----- | ----- | ----- | ----- | ---- |
| 1 153 | 1 102 | 1 126 | 1 087 | 1 135 | 1 066 | 1 050 | 1 007 | 896  |

| 1901 | 1906 | 1911 | 1921 | 1926 | 1931 | 1936 | 1946 | 1954 |
| ---- | ---- | ---- | ---- | ---- | ---- | ---- | ---- | ---- |
| 857  | 853  | 807  | 648  | 590  | 585  | 589  | 516  | 476  |

| 1962 | 1968 | 1975 | 1982 | 1990 | 1999 | 2004 | 2006 | 2009 |
| ---- | ---- | ---- | ---- | ---- | ---- | ---- | ---- | ---- |
| 399  | 409  | 373  | 442  | 491  | 572  | 632  | 647  | 718  |

| 2014 | 2019 | 2022 | - | - | - | - | - | - |
| ---- | ---- | ---- | - | - | - | - | - | - |
| 779  | 786  | 824  | - | - | - | - | - | - |

### Médias
En 2014, la commune de Mogneneins a été récompensée par le label « Ville Internet @ ». En 2015, elle obtient le label « Ville Internet @@@ ».

## Culture et patrimoine

### Lieux et monuments
Le village de Mogneneins possède :

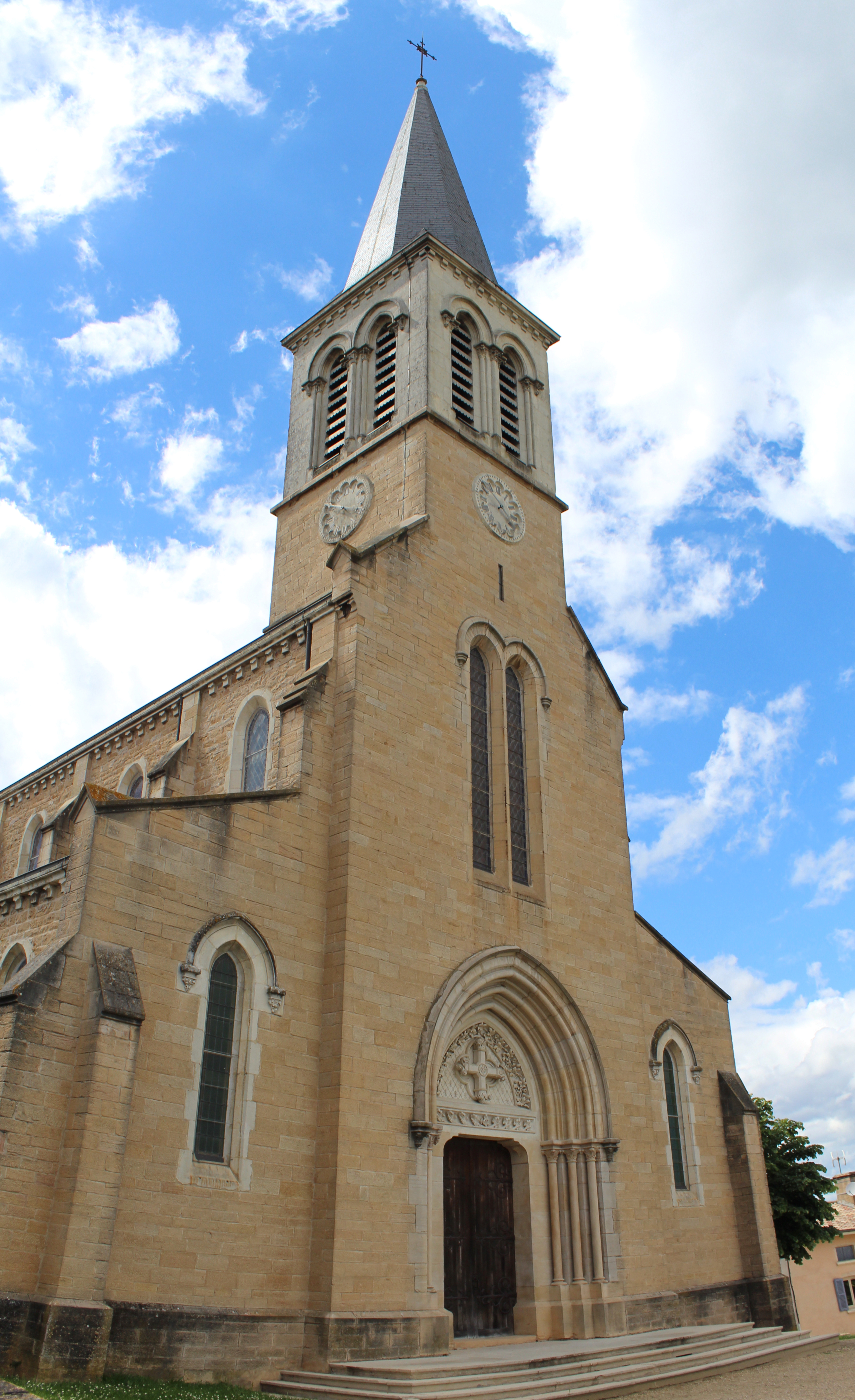
Église Saint-Vincent.

- L'église Saint-Vincent de Mogneneins du XIXe siècle avec des tableaux classés à l’inventaire des monuments historiques ;
- la chapelle Saint-Claude de Flurieux ;
- des croix de chemins ;
- des maisons anciennes XVIIe siècle ;
- des pigeonniers ;
- de nombreuses propriétés bourgeoises en pierre et en bois ;
- un calvaire du XVIe siècle situé devant l'église paroissiale. Il est sculpté sur ses quatre côtés, avec une profusion de détails ; un christ en croix, une Vierge à l'enfant, des anges. Les symboles des quatre évangélistes figurent aux quatre extrémités. Au sommet, un cygne nourrit ses deux petits dans son nid. La sculpture est inscrite au titre des monuments historiques[22] ;
- Vestiges du château de Mogneneins possédé vers 1320 par Aimard d'Anthon, vassal du sire de Beaujeu[23] ;
- Château du Déaux (pour mémoire). En 1362, Hugues ou Hugonin Prévost de Montmerle achète des terres et près au prince de Beaujeu.

### Héraldique
| Blason de Mogneneins | Blason  | D’argent à l’ombre de chevron accompagné de trois fleurs de lis du même. |
| Blason de Mogneneins | Détails | Le statut officiel du blason reste à déterminer.                         |

### Gentilé
Les habitants de Mogneneins votent le 21 janvier 2024 pour choisir un gentilé parmi cinq propositions : les Moginois, Mogenais, Montégéniens, Monésiens ou Monégiens : Moginois est finalement retenu.